# Liste der Naturdenkmale in Rathskirchen
Die Liste der Naturdenkmale in Rathskirchen nennt die im Gemeindegebiet von Rathskirchen ausgewiesenen Naturdenkmale (Stand 28. März 2024).

## Naturdenkmale
| Nr.         | Bezeichnung                         | Lage                                               | Beschreibung | Bild                                    |
| ----------- | ----------------------------------- | -------------------------------------------------- | ------------ | --------------------------------------- |
| ND-7333-138 | Linde an der Kirche Rudolphskirchen | Rudolphskirchen, Kirchenstraße, bei Nr. 10/11 Lage | Tilia sp.    | Direkt Bild zu diesem Denkmal hochladen |

## Ehemalige Naturdenkmale
| Nr. | Bezeichnung                    | Lage                                     | Beschreibung                                                                                            | Bild                                    |
| --- | ------------------------------ | ---------------------------------------- | --- | --------------------------------------- |
|     | Blutbuche                      | Rathskirchen, Judengasse, bei Nr. 7 Lage | Fagus sylvatica f. purpurea; um 1890 gepflanzt, 17 m hoch bei 1,9 m Umfang; Rechtsverordnung aufgehoben | Direkt Bild zu diesem Denkmal hochladen |
|     | Rosskastanie an der Judengasse | Rathskirchen, Judengasse                 | Castanea hippocastanum; Rechtsverordnung aufgehoben                                                     | Direkt Bild zu diesem Denkmal hochladen |